# Camillo Ugoni
Camillo Ugoni (Brescia, 8 agosto 1784 – Pontevico, 12 febbraio 1855) è stato un letterato e patriota italiano.

## Biografia
Camillo Ugoni, nato da Marcantonio Ugoni e Caterina Maggi, studiò dapprima a Brescia alla scuola dei Somaschi e poi nel collegio dei Gesuiti di Parma.
Tornato a Brescia nel 1806, conobbe Ugo Foscolo, col quale strinse un rapporto d'amicizia che durò tutta la vita, e il letterato classicista Girolamo Federico Borgno, che lo esortò a tradurre in italiano i Commentari di Giulio Cesare. L'Ugoni andò espressamente a Parigi a presentare la sua traduzione a Napoleone I, nell'occasione della nascita del Re di Roma, e ne ebbe il titolo di barone.
Proseguì il lavoro di Giovan Battista Corniani di ricostruzione biografica degli scrittori italiani nel Della letteratura italiana nella seconda metà del sec. XVIII pubblicato nel 1820.
In seguito, essendo di idee liberali, partecipò ai moti del '21 e, insieme a Giovita Scalvini e Giovanni Arrivabene, fu costretto a fuggire in Svizzera, poi in Inghilterra e infine in Francia. Qui divenne collaboratore della Biographie universelle e del quotidiano Le Globe; nel 1824 tradusse in italiano gli Essays on Petrarch che l'amico Foscolo aveva pubblicato a Londra l'anno precedente. Spesso a Milano, proprio in questa città conobbe Manzoni. Nel 1838, amnistiato, poté tornare a Brescia, ove riprese gli studi delle biografie di letterati del passato con la seconda parte Della letteratura italiana nella seconda metà del secolo XVIII, che fu pubblicata postuma nel 1856 dal fratello Filippo.
Trascorse la maggior parte del tempo degli ultimi anni di vita nella sua villa situata nel Campazzo, frazione di Pontevico, ricevendo poche visite e dedicandosi all'attività agricola. Proprio in questo luogo si spense nel febbraio 1855; solenni furono i funerali, ai quali partecipò con commozione lo stesso Alessandro Manzoni.

## Opere
- Della letteratura italiana nella seconda metà del secolo XVIII, 3 voll., Brescia, per Nicolò Bettoni, 1820-22.
- Saggi sopra il Petrarca, (autore Ugo Foscolo, traduttore Camillo Ugoni), 1824.
- Della letteratura italiana nella seconda metà del secolo XVIII. Opera postuma, 4 voll., Milano, Tipografia di Giuseppe Bernardoni, 1856-57.